# Bioluminescencja

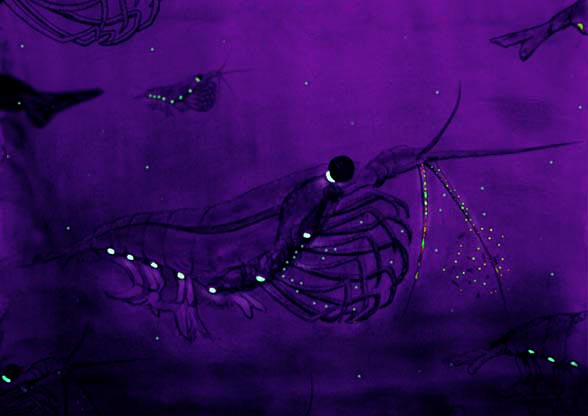
Kryl antarktyczny

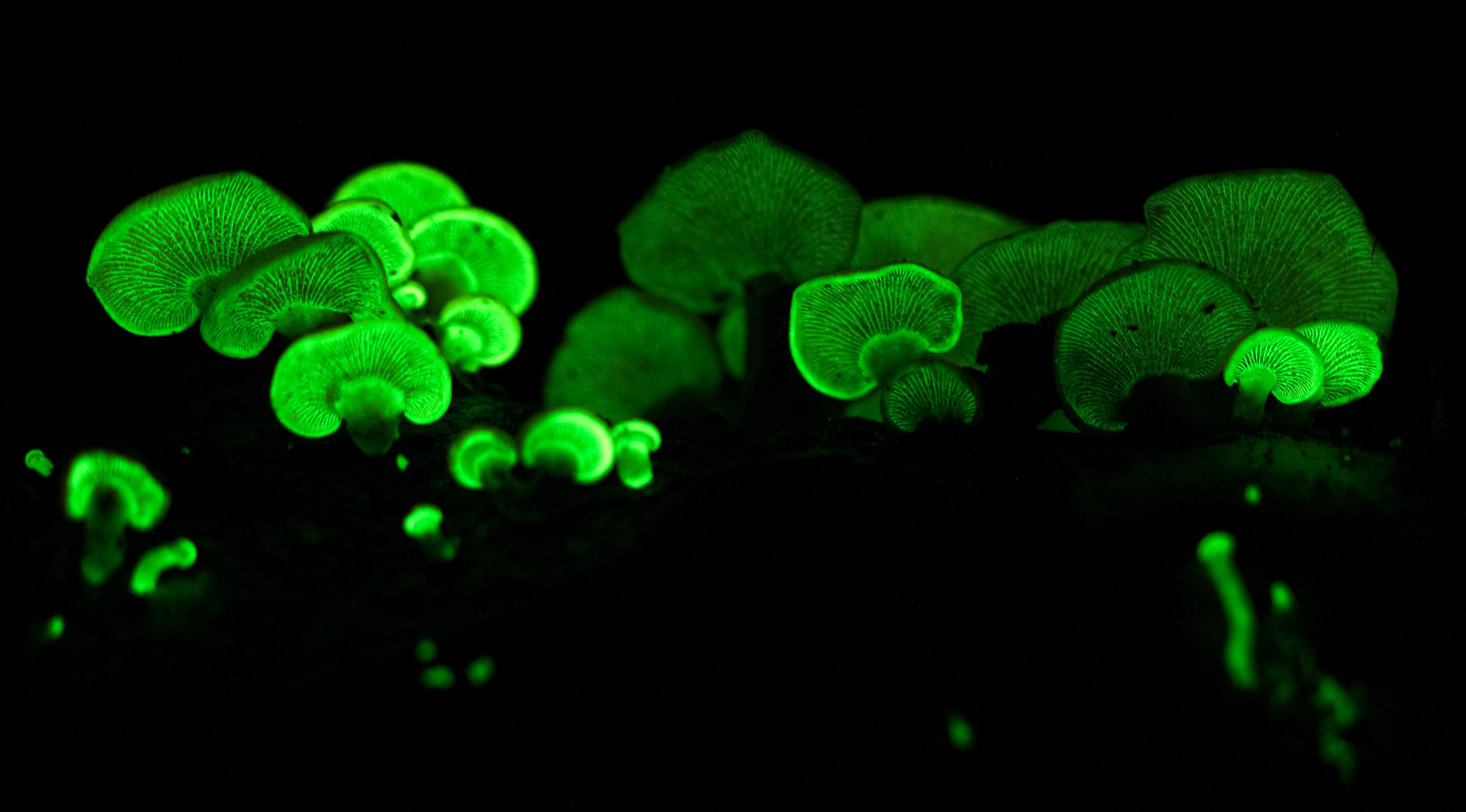
Łycznik ochrowy

Bioluminescencja – świecenie żywych organizmów, jeden z rodzajów chemiluminescencji. Zachodzi ona wskutek bezpośredniej zamiany energii wiązań chemicznych w energię promienistą z minimalnym wydzieleniem ciepła (proces ten cechuje się bardzo wysoką wydajnością, sięgającą niekiedy nawet 100%). Zjawisko to nie jest powszechne, jednak obejmuje bardzo szeroki zakres taksonomiczny: niektóre bakterie, grzyby, glony, pierwotniaki (np. Noctilucales), morskie bezkręgowce, owady oraz ryby. U różnych zwierząt występują różne mechanizmy odpowiedzialne za świecenie. Najczęstszym z nich jest utlenianie lucyferyny z udziałem lucyferazy. Często jest przystosowaniem umożliwiającym komunikację pomiędzy osobnikami albo ułatwiającym wabienie ofiar (u drapieżników) lub ochronę przed drapieżnikami. Niektóre zwierzęta mają specjalne organy świetlne.
Bioluminescencja może być też zjawiskiem ubocznym towarzyszącym innym procesom chemicznym (np. u grzybów). Występującymi w Polsce grzybami wykazującymi bioluminescencję są m.in. opieńka miodowa oraz łycznik ochrowy.